# Lucas Vicente Joaquín de Borja y Lasteros

Escudo de armas del Ducado de Gandía de los Borja o Borgia

Lucas Vicente Joaquín de Borja y Lasteros de Salazar (Quito, 18 de octubre de 1725 – ibídem, julio de 1772) fue bautizado el 20 de octubre de 1725 en la parroquia el Sagrario de la Catedral de Quito, siendo padrino su abuelo materno Lorenzo Lasteros de Salazar y Ureña, Oidor de la Real Audiencia de Quito. Comisario General de la Caballería de Perú. Pretendiente a la adjudicación de los Títulos y Estados de la Casa Ducal de Gandía. Hijo de Francisco José de Borja y Paz Duque de Estrada, Corregidor y Justicia Mayor de Riobamba y de Isabel Lasteros de Salazar y Carmona.
Era tío materno de Francisco Javier de Uriarte y Borja, marino y militar español, XVIII Capitán General de la Real Armada Española.

## Progenie
Por su padre era descendiente directo de Juan de Borja y Enríquez de Luna, III duque de Gandía y Juana de Aragón y Gurrea; el primero, nieto del papa Alejandro VI (Rodrigo de Borja); la segunda, nieta del rey Fernando II de Aragón, descendiente de los reyes de Navarra y la corona de Aragón.

## Pretendiente a los Títulos y Estados de la Casa Ducal de Gandía
Su padre Francisco José de Borja y Paz Duque de Estrada, nacido en Riobamba (Ecuador) en 1693, acaecido el fallecimiento sin sucesión del XI duque de Gandía, Luis Ignacio Francisco de Borja y Centelles Fernández de Córdoba, jefe de toda la familia Borja, en 1740, compareció al Consejo Supremo de Castilla el 12 de agosto de 1741, con la aspiración a la sucesión de los Títulos y Estados de la Casa de Borja, como único descendiente de la línea legítima por parentesco de agnación rigurosa varonil en que se basaba el mayorazgo desde su creación, ratificado -ex novo- por varios Duques de Gandía de la Casa Borja, frente a los derechos de la hermana del difunto, María Antonia de Borja, quien entre tanto había sido adjudicada de esos títulos y titulada como XII Duquesa de Gandía.
El litigio que su progenitor había iniciado, ante el Supremo Consejo de Castilla demandando la adjudicación de los Títulos y Estados de la Casa Ducal de Gandía, se continuó en nombre suyo ya que su padre, al quedar viudo, se consagró a la carrera eclesiástica, graduándose de teología, llegando a ocupar la silla de deán de la catedral de Puebla de los Ángeles en México, lugar donde falleció.
A la muerte de María Ana Antonia Luisa de Borja Aragón y Centelles, XII duquesa de Gandía, duquesa consorte de Béjar, en 1748, la litis siguió entre Lucas Vicente Joaquín de Borja, el conde-duque de Benavente, el duque de Villahermosa y los marqueses de Alcañices y Ariza, todos descendientes de varias ramas de la estirpe Borja.
Después del deceso de la XII duquesa de Gandía en 1748, el título de duque de Gandía resultó vinculado al del conde-duque de Benavente, por ser Antonio Francisco Alfonso Pimentel de Quiñones López de Zúñiga Sotomayor y Mendoza consorte de María Ignacia Juana Magdalena de Borja Aragón y Centelles (hermana de la duquesa fallecida).
Los estados y títulos fueron anexados por sentencia de tenuta, del Supremo Consejo de Castilla, de 28 de julio de 1755, de que se expidió carta ejecutoria en Madrid, el 10 de marzo de 1756, a la casa de los condes-duques de Benavente, en la persona de Francisco de Borja Gregorio José Ignacio Pimentel y Borja, conde-duque de Benavente, hijo primogénito de Ignacia de Borja y Centelles Fernández de Córdoba, hermana de la última duquesa fallecida.

## Fallecimiento
Murió en Quito en julio de 1772, habiendo sido enterrado, el 17 del mismo mes y año, en la Iglesia de San Francisco de Quito.

## Matrimonio y descendencia
Contrajo matrimonio en Quito, el 1 de septiembre de 1746, con María Josefa Antonia Freire de Villacís y Ormaza, con quien procreó los siguientes hijos:
- María Manuela Ignacia Borja y Freire (n. 1748 - murió niña).
- María Micaela Borja y Freire (n. 1749 - murió niña).
- María Luisa Micaela Borja y Freire (n. 1750 - murió niña).
- Juan Bautista Ramón Borja y Freire (n. 1754 – f. ¿?), casó con Juana Villacís y Carcelén, con sucesión.
- Francisco José Mariano Borja y Freire (¿?), casó con Pacífica Tinajero y Guerrero, con sucesión. Enlazó con Juana Guerrero, con sucesión.
- María Manuela Luisa Borja y Freire (n. 1757 - f. ¿?), casó con Juan José Gómez Lasso de la Vega y Sandoval, con sucesión.
- Joaquín Estanislao Diego Borja y Freire (n. ¿? - f. ¿?), casó con Ignacia Escorza Freire, con sucesión.
- María Manuela Josefa Borja y Freile (n. ¿? - f. ¿?).
- Bárbara María Francisca Borja y Freile (n. ¿? - f. ¿?).
- María Ignacia Borja y Freire (n. Quito, 1769 - f. Ibídem,  - 20 de junio de 1834), casó con Juan José Manuel Barba y Sánchez de Orellana.

## Ascendiente de personajes relevantes de la historia del Ecuador
Es el antepasado directo de tres presidentes de Ecuador:
- Pacífico Chiriboga y Borja
- Pedro Ignacio Lizarzaburu y Borja
- Rodrigo Borja Cevallos

Así como también de otros diversos personajes notorios en la historia de dicho país, entre los cuales constan: 
- Juan Borja y Lizarzaburu: jurisconsulto, político y mártir.
- Luis Felipe Borja Pérez (padre): jurisconsulto, político, literato y maestro.
- César Borja Lavayen, médico, escritor, poeta parnasiano, político, diputado, alcalde de Guayaquil y ministro.
- Juan Borja Mata:  jurisconsulto,  político y revolucionario liberal.
- Arturo Borja, poeta.
- Rosa Borja Febres - Cordero de Icaza (Ycaza): escritora, ensayista, dramaturga, socióloga, poetisa, novelista, feminista y activista.
- Luz Elisa Borja Martínez: poetisa, pianista, pintora y escultora.
- Carlos Cordovez Borja: pionero de la radiodifusión en el Ecuador, ingeniero electricista, empresario, mecenas e inventor.